# Jolie Jenkins
Jolie Jenkins, née le 7 mars 1974, est une actrice américaine.

## Biographie
Elle est la fille adoptive du coach Anthony Robbins.
Elle se fait connaitre grâce à la série X-Files avec le rôle de l'agent Leyla Harrison dans deux épisodes. Lors de la saison 1 de Desperate Housewives, elle interprète pendant deux épisodes le personnage de Deirdre Taylor. En 2007, elle joue dans un épisode de la série How I Met Your Mother le rôle d'Alexa. En 2013, elle joue dans Devious Maids, ou elle interprète Julie.

## Filmographie

### Cinéma
- 1999 : Le ranch du bonheur
- 2000 : Psycho Beach Party
- 2001 : Petit pari entre amis
- 2002 : Le Coup de Vénus
- 2003 : Viens voir papa !

### Télévision
- 1998 : USA High
- 1999 : Les jumelles s'en mêlent
- 1999 : La Vie à cinq
- 1999-2000 : Shasta
- 2000 : Sarah
- 2001 : Becker
- 2001 : À la Maison-Blanche
- 2001-2002 : X-Files : Aux frontières du réel (épisodes Seul et Une vue de l'esprit)
- 2003 : JAG
- 2004 : Las Vegas
- 2004 : NIH : Alertes médicales
- 2004 : Desperate Housewives : Deirdre Taylor (saison 1 épisode 23)
- 2005 : Les Experts : Miami
- 2006 : Modern Men
- 2007 : Psych : Enquêteur malgré lui
- 2007 : How I Met Your Mother : Alexa (saison 3 épisode 5)
- 2008 : Novel Adventures
- 2009 : Mentalist
- 2009 : Ghost Whisperer
- 2011 : Criminal Minds: Suspect Behavior : Molly Weller (saison 1 épisode 1)
- 2012 : Body of Proof
- 2012 : The Exes
- 2013 : Devious Maids : Julie
- 2016-2017 : Liv et Maddie : Tante Dena
- 2019 : One Day at a Time : Nikki
- 2018 - 2020 : Alexa et Katie : Jennifer Cooper (39 épisodes)
- 2024 : Tracker : Détective Goodman (saison 2, épisode 8)